# Ie Meudama
Ie Meudama is een bestuurslaag in het regentschap Aceh Selatan van de provincie Atjeh, Indonesië. Ie Meudama telt 195 inwoners (volkstelling 2010).